# Galdan
Galdan (mongolsky Галдан, 1644–1697) byl od roku 1671 vládce Džúngarského chanátu, od roku 1677 s titulem Bošogtu-chán.

## Život
Galdan byl jedním z mladších synů Erdeni Batura († 1653), zakladatele Džúngarského chanátu. Byl určen k duchovní dráze, a od sedmi let se jako budoucí láma vzdělával ve Lhase. Studoval buddhistický kánon, filozofii, astrologii a astromii, základy lékařství a farmakologie.
Nástupcem Erdeni Batura se stal jeho třetí syn Senge. Roku 1671 Sengeho svrhli a zabili jeho starší bratři Ceten a Codba Batur. Galdan reagoval vzdáním se duchovního stavu, a návratem do Džúngarska. Porazil Cetena a Codba Batura a roku 1671 se sám stal džúngarským panovníkem, chuntajdžim.
Proti Galdanovi povstali synové Sengeho, které Gladan porazil: Sonom-Rabdana nechal otrávit a Cevan-Rabdan uprchl. Nové kolo sporů vypuklo roku 1673, když Očirtu, chán Chošúdského chanátu, v obavě z Galdanovy popularity proti němu podpořil Galdanova strýce Čochur Ubašiho. Galdan opět zvítězil a stal nesporným vládcem Ojratů. Roku 1677 mu dalajláma udělil titul Bošogtu-chán.
Ke svému chanátu připojil Tarimskou pánev a Mogulistán, dobyl Taškent a vytlačil Kazachy na západ. Vzrostl i jeho vliv v chalchském Mongolsku, kde se mu však postavil Tüšetü-chán Čichundordž. Možné sjednocení Mongolů a Džúngarů znepokojilo i říši Čching. Ze sporu s Chalchou vznikla válka, ve které roku 1688 Džúngaři zvítězili v bitvách u kláštera Erdene Zuu a u jezera Olochor. Čichundordž a jeho bratr Dzanabadzar byli nuceni ustoupit k Čchingům a přijmout jejich poddanství. Roku 1690 pak vypukla válka mezi Džúngary a čchingskou říší.
Galdan se pokusil získat podporu u Ruského carství, se kterým udržoval diplomatické styky od roku 1672, Rusové však zachovali neutralitu, protože nechtěli narušovat vztahy s Čchingy, se kterými urovnali své spory roku 1689 v Něrčinské mírové smlouvě.
Válka s Čchingy se pro Galdana vyvíjela nepříznivě, v bitvě u Ulan Butungu se mu podařilo zachovat armádu proti čchingské přesile, ustoupil však do Kobda a ztratil většinu Chalchy, roku 1691 oficiálně připojené k čchingské říši. Současně v Džúngarsku vypuklo protigaldanovské povstání pod vedením Cevan-Rabdana. Džúngaři začali od Galdana odpadávat a roku 1696 ho čchingská armáda donutila k bitvě na řece Terelž a porazila.
Galdan zemřel v květnu 1697.